# Salmo 112

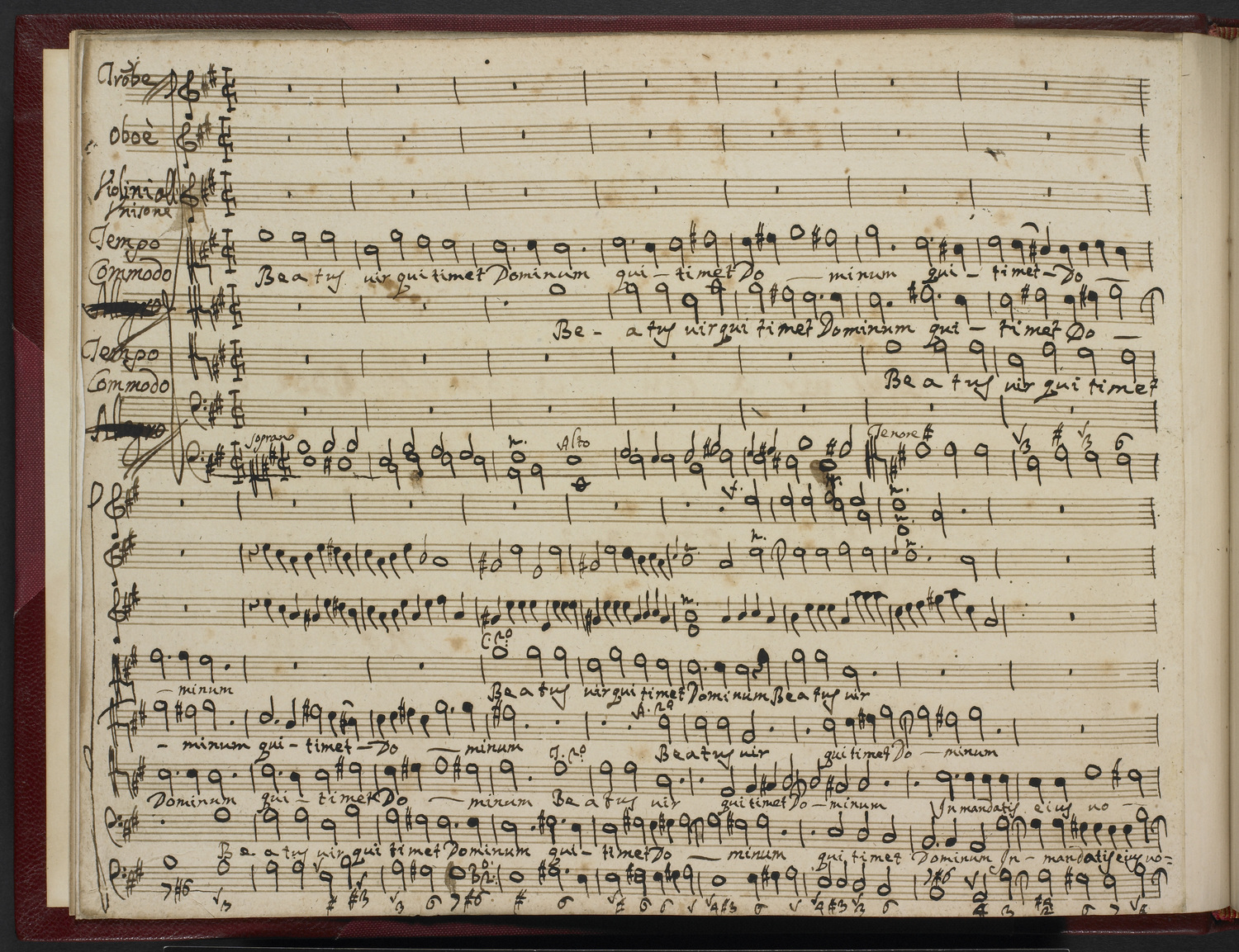
Comienzo de un engaste en latín por Carlo Cotumacci

El Salmo 112 es el salmo 112 del Libro de los Salmos, que comienza en inglés en la versión King James: «Alabad al Señor. Bendito el hombre que teme al Señor». En el sistema de numeración ligeramente diferente utilizado en las traducciones griega Septuaginta y latina Vulgata de la Biblia, este salmo es el Salmo 111. En latín, se conoce como Beatus vir qui timet Dominum. Es un salmo «en alabanza de los virtuosos». Este salmo, junto con el Salmo 111, es acróstico por frase, es decir, cada frase de 7-9 sílabas comienza con una letra del alfabeto hebreo en orden.
El salmo forma parte habitual de la liturgia judía, católica, luterana, anglicana y otras liturgias protestantes. Abundan los arreglos musicales, ya que el salmo era una parte común de las Vísperas, como el Vespro della Beata Vergine de Monteverdi de 1610 y las Vesperae de Dominica y Vesperae solennes de confessore (K. 339) de Mozart. Górecki compuso Beatus Vir como una obra extensa para barítono, coro y orquesta en 1979.

## Comentarios previos
Los salmos 111 y 112 comparten una estructura formal similar: ambos están compuestos como acrósticos alfabéticos por hemistiquios, lo que denota cuidado literario y un estilo sapiencial. Además del formato, coinciden en el tono reflexivo propio de la literatura de sabiduría.
A continuación de estos dos salmos, se encuentran los salmos 113 al 118, tradicionalmente empleados en la liturgia de las grandes festividades judías, especialmente durante la cena pascual. Parece intencional que el editor del libro de los Salmos haya colocado los salmos sapienciales 111 y 112 justo antes de este grupo litúrgico, como si quisiera señalar que la alabanza a Dios debe estar precedida por la sabiduría. En este sentido, los salmos 111 al 118 pueden entenderse como una unidad con coherencia interna: comienzan con la sabiduría que teme al Señor y culminan en una alabanza festiva y litúrgica. Este bloque forma una especie de introducción o transición hacia los «cánticos de las subidas» (Sal 120-134), que acompañaban las peregrinaciones a Jerusalén.

## Texto
La siguiente tabla muestra el texto en hebreo del Salmo con vocales, junto con el texto en griego koiné de la Septuaginta y la traducción al español de la Biblia del Rey Jacobo. Tenga en cuenta que el significado puede diferir ligeramente entre estas versiones, ya que la Septuaginta y el texto masorético provienen de tradiciones textuales diferentes. En la Septuaginta, este salmo está numerado como Salmo 111.
| #  | Hebreo                                             | Español | Griego |
| -- | -------------------------------------------------- | --- | --- |
| 1  | הַ֥לְלוּ־יָ֨הּ ׀ אַשְׁרֵי־אִ֭ישׁ יָרֵ֣א אֶת־יְהֹוָ֑ה בְּ֝מִצְוֺתָ֗יו חָפֵ֥ץ מְאֹֽד׃    | Alabad al Señor. Bienaventurado el hombre que teme al Señor, que se deleita en sus mandamientos.               | ᾿Αλληλούϊα. - ΜΑΚΑΡΙΟΣ ἀνὴρ ὁ φοβούμενος τὸν Κύριον, ἐν ταῖς ἐντολαῖς αὐτοῦ θελήσει σφόδρα·                           |
| 2  | גִּבּ֣וֹר בָּ֭אָרֶץ יִהְיֶ֣ה זַרְע֑וֹ דּ֖וֹר יְשָׁרִ֣ים יְבֹרָֽךְ׃                | Su descendencia será poderosa en la tierra; la generación de los justos será bendita.                          | δυνατὸν ἐν τῇ γῇ ἔσται τὸ σπέρμα αὐτοῦ, γενεὰ εὐθέων εὐλογηθήσεται.                                                   |
| 3  | הוֹן־וָעֹ֥שֶׁר בְּבֵית֑וֹ וְ֝צִדְקָת֗וֹ עֹמֶ֥דֶת לָעַֽד׃                    | La riqueza y las riquezas estarán en su casa, y su justicia permanecerá para siempre.                          | δόξα καὶ πλοῦτος ἐν τῷ οἴκῳ αὐτοῦ, καὶ ἡ δικαιοσύνη αὐτοῦ μένει εἰς τὸν αἰῶνα τοῦ αἰῶνος.                             |
| 4  | זָ֘רַ֤ח בַּחֹ֣שֶׁךְ א֭וֹר לַיְשָׁרִ֑ים חַנּ֖וּן וְרַח֣וּם וְצַדִּֽיק׃              | A los rectos les surge la luz en la oscuridad: él es misericordioso, compasivo y justo.                        | ἐξανέτειλεν ἐν σκότει φῶς τοῖς εὐθέσιν ἐλεήμων καὶ οἰκτίρμων καὶ δίκαιος.                                             |
| 5  | טֽוֹב־אִ֭ישׁ חוֹנֵ֣ן וּמַלְוֶ֑ה יְכַלְכֵּ֖ל דְּבָרָ֣יו בְּמִשְׁפָּֽט׃              | El hombre bueno es generoso y presta; guía sus asuntos con discreción.                                         | χρηστὸς ἀνὴρ ὁ οἰκτείρων καὶ κιχρῶν· οἰκονομήσει τοὺς λόγους αὐτοῦ ἐν κρίσει,                                         |
| 6  | כִּֽי־לְעוֹלָ֥ם לֹֽא־יִמּ֑וֹט לְזֵ֥כֶר ע֝וֹלָ֗ם יִהְיֶ֥ה צַדִּֽיק׃              | Ciertamente no será movido para siempre; el justo será en memoria eterna.                                      | ὅτι εἰς τὸν αἰῶνα οὐ σαλευθήσεται, εἰς μνημόσυνον αἰώνιον ἔσται δίκαιος.                                              |
| 7  | מִשְּׁמוּעָ֣ה רָ֭עָה לֹ֣א יִירָ֑א נָכ֥וֹן לִ֝בּ֗וֹ בָּטֻ֥חַ בַּיהֹוָֽה׃             | No temerá las malas noticias: su corazón está firme, confiando en el Señor.                                    | ἀπὸ ἀκοῆς πονηρᾶς οὐ φοβηθήσεται· ἑτοίμη ἡ καρδία αὐτοῦ ἐλπίζειν ἐπὶ Κύριον.                                          |
| 8  | סָמ֣וּךְ לִ֭בּוֹ לֹ֣א יִירָ֑א עַ֖ד אֲשֶׁר־יִרְאֶ֣ה בְצָרָֽיו׃                | Su corazón está firme, no temerá, hasta que vea su deseo sobre sus enemigos.                                   | ἐστήρικται ἡ καρδία αὐτοῦ, οὐ μὴ φοβηθῇ, ἕως οὗ ἐπίδῃ ἐπὶ τοὺς ἐχθροὺς αὐτοῦ·                                         |
| 9  | פִּזַּ֤ר ׀ נָ֘תַ֤ן לָאֶבְיוֹנִ֗ים צִ֭דְקָתוֹ עֹמֶ֣דֶת לָעַ֑ד קַ֝רְנ֗וֹ תָּר֥וּם בְּכָבֽוֹד׃ | Él ha dispersado, ha dado a los pobres; su justicia permanece para siempre; su cuerno será exaltado con honor. | ἐσκόρπισεν, ἔδωκε τοῖς πένησιν· ἡ δικαιοσύνη αὐτοῦ μένει εἰς τὸν αἰῶνα τοῦ αἰῶνος, τὸ κέρας αὐτοῦ ὑψωθήσεται ἐν δόξῃ. |
| 10 | רָ֘שָׁ֤ע יִרְאֶ֨ה ׀ וְכָעָ֗ס שִׁנָּ֣יו יַחֲרֹ֣ק וְנָמָ֑ס תַּאֲוַ֖ת רְשָׁעִ֣ים תֹּאבֵֽד׃    | Los impíos lo verán y se afligirán; rechinarán los dientes y se consumirán; perecerá el deseo de los impíos.   | ἁμαρτωλὸς ὄψεται καὶ ὀργισθήσεται, τοὺς ὀδόντας αὐτοῦ βρύξει καὶ τακήσεται· ἐπιθυμία ἁμαρτωλοῦ ἀπολεῖται.             |

### Versión Reina-Valera
1. Alabad al Señor. Bendito el hombre que teme al Señor, que se deleita en sus mandamientos.
2. Su descendencia será poderosa en la tierra; la generación de los rectos será bendecida.
3. Habrá riqueza y abundancia en su casa; y su justicia permanece para siempre.
4. Para los rectos se levanta la luz en las tinieblas; es clemente, compasivo y justo.
5. El hombre bueno muestra favor y presta; guiará sus asuntos con discreción.
6. Ciertamente no será movido para siempre; los justos serán recordados eternamente.
7. No temerá malas noticias; su corazón está firme, confiando en el Señor.
8. Su corazón está establecido, no temerá, hasta que vea su deseo sobre sus enemigos.
9. Él ha dispersado, ha dado a los pobres; su justicia permanece para siempre; su cuerno será exaltado con honor.
10. Los impíos lo verán y se afligirán; crujirá los dientes y se derretirá; el deseo de los impíos perecerá.

### Latín  de la Vulgate
1. Beatus vir, qui timet Dominum, in mandatis ejus volet nimis.
2. Potens in terra erit semen ejus, generatio rectorum benedicetur.
3. Gloria et divitiae in domo ejus, et iustitia ejus manet in saeculum saeculi.
4. Exortum est in tenebris lumen rectis, misericors et miserator et iustus.
5. Iucundus homo, qui miseretur et commodat, disponet res suas in judicio,
6. quia in aeternum non commovebitur. In memoria aeterna erit iustus,
7. ab auditione mala non timebit. Paratum cor ejus, sperare in Domino,
8. confirmatum est cor eius, non commovebitur, donec despiciat inimicos suos.
9. Dispersit dedit pauperibus; justitia ejus manet in saeculum saeculi, cornu ejus exaltabitur in gloria.
10. Peccator videbit et irascetur, dentibus suis fremet et tabescet. Desiderium peccatorum peribit.

## Comentarios

### De la glesia católica

#### A todo el salmo
Este salmo continúa la línea del anterior (cf. Sal 111,10), presentando ahora la figura del hombre sabio y justo, cuya vida refleja las cualidades del Señor ya celebradas. Su conducta —centrada en el temor de Dios y en el cumplimiento de sus mandatos— tiene también un valor eterno (cf. Sal 111,3; 112,3b.9b). Al igual que el salmo anterior, este texto sirve como introducción al bloque litúrgico de los salmos 113-118. Juntos, Sal 111 y 112, como también sucede en Sal 1, 34 y 41, enseñan que la verdadera sabiduría consiste en reconocer al Señor, obedecer su Ley, alabarle y darle gracias.
El salmo declara bienaventurado al que teme al Señor (v. 1) y luego describe los frutos de esa vida recta (vv. 2-9). Concluye con una imagen del fracaso del impío ante la firmeza del justo (v. 10). Esta enseñanza sigue siendo válida: la felicidad del hombre no depende tanto del aplauso humano —que el salmo menciona pero no garantiza—, sino de la recompensa que viene de Dios, que ve en lo escondido (cf. Mt 6,1-4).

#### Al versículo 1
En resumen claro y sin plagio:
El camino hacia la verdadera sabiduría y felicidad del ser humano se resume en una frase decisiva: Dichoso el hombre que teme al Señor. Teresa de Ávila hizo suyo este principio en las terceras moradas, donde explica que el progreso espiritual no depende de las propias fuerzas, sino de la misericordia divina. Advierte que ni la oración constante, ni el alejamiento del mundo, ni una vida de penitencia garantizan la seguridad espiritual si no hay un temor reverente a Dios. Por eso, insiste en tener siempre presente este versículo como guía y advertencia en el camino interior.

A los que por la misericordia de Dios han vencido estos combates, y con la perseverancia entrado a las terceras moradas ¿qué les diremos, sino bienaventurado el varón que teme al Señor? No ha sido poco hacer Su Majestad que entienda yo ahora qué quiere decir el romance de este verso a este tiempo, según soy torpe en este caso. (…) Mas una cosa os aviso: que no por ser tal y tener tal madre estéis seguras, que muy santo era David, y ya veis lo que fue Salomón; ni hagáis caso del encerramiento y penitencia en que vivís, ni os asegure el tratar siempre de Dios y ejercitaros en la oración tan continuo y estar tan retiradas de las cosas del mundo y tenerlas a vuestro parecer aborrecidas. Bueno es todo esto, mas no basta —como he dicho— para que dejemos de temer; y así continuad este verso y traedle en la memoria muchas veces: Beatus vir, qui timet Dominum.

#### A los versículos 2-9
La felicidad del que teme al Señor se manifiesta en la bendición sobre su descendencia (vv. 2-3) y en el auxilio de Dios en los momentos difíciles, representados por las “tinieblas” (v. 4). Este versículo, de interpretación ambigua, puede entenderse también como una afirmación de que el justo brilla con luz propia por su clemencia y misericordia, atribuyéndole cualidades divinas que en otros textos se aplican solo a Dios. Esta atribución, única en la Escritura, encaja con el tono del salmo. El hombre justo, trabajador, generoso (v. 5) y confiado en Dios (v. 7), no será vencido por el mal, ni siquiera por sus enemigos (v. 8). Su generosidad, reflejada en las limosnas, le granjea el perdón divino y el respeto de los demás (v. 9).
Pablo de Tarso, cuando organizó la colecta en favor de los cristianos de Jerusalén, exhortaba a los cristianos de las ciudades de Grecia con las palabras del v. 9 diciéndoles: 

Y poderoso es Dios para colmaros de toda gracia, para que, teniendo siempre en todas las cosas todo lo necesario, tengáis abundancia en toda obra buena, según está escrito: Repartió con largueza, dio a los pobres; su justicia permanece para siempre.

## Usos

### Judaísmo
El salmo comienza הַלְלוּ-יָהּ:אַשְׁרֵי-אִישׁ, יָרֵא אֶת-יְהוָה; בְּמִצְו‍ֹתָיו, חָפֵץ מְאֹד.

### Nuevo Testamento
En el Nuevo Testamento, el versículo 9 se cita en 2 Corintios 9:9.

### Iglesia católica
San Benedicto de Nursia atribuyó los salmos del Salmo 110 a los servicios de las Vísperas, en su Regla de San Benito fijada en el año 530 AD. Así que este salmo se recitaba o cantaba tradicionalmente durante el solemne servicio de Vísperas del domingo entre el Salmo 111 y el Salmo 113. 
En el rito romano ordinario, el Salmo 112 es actualmente la lectura del quinto domingo del tiempo ordinario. Además, en la Liturgia de las Horas promulgada en 1970, el salmo se sigue recitando en las Vísperas de la cuarta semana del domingo y la tarde de la Solemnidad de la Epifanía.

### Iglesia Ortodoxa Copta
En el Agpeya, el Libro de Horas de la Iglesia Copta, este salmo se reza en la oficina de Nona.

## Ajustes musicales
Heinrich Schütz compuso una paráfrasis métrica del Salmo 112 en alemán, «Der ist fürwahr ein selig Mann», SWV 210, para el Salterio de Becker, publicado por primera vez en 1628.
El texto latín fue musicado por muchos compositores de diferentes nacionalidades, como los franceses Michel-Richard Delalande y André Campra. Marc-Antoine Charpentier compuso cinco «Beatus vir qui timet Dominum» diferentes, H.154, H.199-H.199a, H.208, H.221, H.224 entre 1670 y 1695, François Giroust, una composición (1777) y muchos otros compositores también pusieron música a estas palabras. Beatus vir es el título de muchos arreglos musicales para Vísperas, como en el Vespro della Beata Vergine de 1610 de Monteverdi y el Selva morale e spirituale de 1640, el Beatus Vir de Vivaldi y el tercer movimiento de las Vesperae de Dominica de Mozart (K. 321) y Vesperae solennes de confessore (K. 339).
Górecki compuso Beatus Vir, Op. 38, para barítono, gran coro mixto y gran orquesta en 1979.